# 生活史 (生物)
生活史（せいかつし）は、生物の一生における生活の有り様を見渡す時に、それを環境とのかかわりの元でまとめて呼ぶ呼び方である。元来は博物学的記載を中心とするものであったが、現在では生活史戦略などの考えのもとで、研究が進められている。

## 概説
生活史（せいかつし　Life History）とは、生物の一生にわたる変化の様子を、その生活に即して考える場合に用いる言葉である。つまり、どのように生まれ、どのように育ち、どのように繁殖し、どのように死んで行くかを述べる訳である。
生物の生涯を見渡す言葉としては、生活環があるが、こちらは核相の変化など、細胞や遺伝子の循環的変化を中心に考える言葉である。それに対し、生活史は生態学的な視点に立ったものと言ってもよい。
生活史の個々の段階において、特に動物の場合、どのように行動し、どのように生活するかを習性という言葉で呼ぶが、その面から見れば、生活史は生物がその生涯でどのような習性を持っているかをまとめて見るものと言えるかもしれない。
また、生活史を語る場合、それぞれの局面において、餌や敵、あるいは寒さや暑さ、乾燥への対応といった、いわゆる環境との関係、あるいはそれへの対応を見ることになる。
このような生涯にわたる変遷を、数的な面から見る方法としては、生命表というものもある。生涯の各段階における、死亡率やその要因をまとめたものであり、個体群生態学の立場から生活史を見る方法として重視される。また、これから数だけを取り出し、グラフ化した生存曲線もよく取り上げられる。
現在ではこのほかに、生活史のそれぞれの側面における習性の質的面のみならず、量的な面でも分析を行う理論が形成され、さまざまな面から検討が行われる。

## 歴史的概観
生活史の研究は、昆虫の研究において重視され、発展してきた。昆虫においては、成虫と幼虫の生活が大きく異なる場合が珍しくなく、成虫の生活からは、思いもよらない習性の幼虫がいる場合も往々にしてある。また、脱皮などによって、その生涯が大きく区切られていることも、そのような関心を呼ぶのに役立っている。さらに、多くのものが1年前後の寿命であり、全生涯の把握がやさしかったこともある。
ただし、まずは分類学が先に発達し、それは成虫の形態に基づいて行われてきた。したがって、新種が記載された時点では、その種の習性や生活史は未知である場合が多く、というより、昔はそれが当たり前であった。また、習性や生活史の研究はあまり専門的研究の対象とは考えられていなかったのも、この傾向に拍車をかけた。
したがって、その段階から、その種の生活史を明らかにするのは、往々にしてアマチュアの仕事であった。たとえば日本の昭和初期から中期において、チョウの生活史解明は、アマチュア昆虫採集家の大きな使命と考えられた時代があった。日本産のチョウ全種の生活史の解明が目標として掲げられた。ちなみに、この場合の生活史には、どのような卵をどこに産み、いつ孵化し、どのような幼虫になってどのように暮らし、どこでどんな風に蛹になり、どれだけの期間で成虫になるか、寿命はどれだけか、などといった情報が含まれる。
ファーブルによる昆虫の習性の研究は、この分野にも重要な影響を与えた。特に彼が力を入れたハチ類の習性研究は、その後、さらにひろい視点からの生活史研究と、より詳細な行動の研究へと進み、社会性の進化の解明などに大きな力となった。特に社会性昆虫の進化に関する検討では、親の繁殖行動や、親による子の保護の習性以外に、子のふるまいが重要であり、いきおい対象とする昆虫の全生涯を視野に入れる必要があった。しかしそれ以外の昆虫、あるいは他の動物においては、個々の習性に関する研究以外は、博物学的な知識の集積と見られた面が大きい。
ファーブルは　その後次第に地味な習性の昆虫へと研究の幅を広げたが、これは面白い昆虫がそれほど多くない地域であったためとも言われる。同様に、生活史研究も次第に地味な習性の生物へとその目を広げた。ただし、こちらは、むしろ生活史一般をその視野に収めるためであった。それを可能にしたのは、さまざまな動物の生活史について、その各局面を比較し、その差を進化や適応の観点から論ずる理論の発達である。r-K戦略説はその分野の走りであり、ここから大卵少産や小卵多産戦略という概念やその意味について論じられるようになり、そこから繁殖戦略論などが発展した。動物行動学の理論的発展も大きな役割を果たした。そういった中で、それまでは重視されることの少なかった、産卵数や卵の大きさなど、地味な特徴にも目がむけられるようになった。
ただし、博物学的な意味での生活史の研究ですら未だに手の着いていなし生物群も数多い。そのような分野では、気長で地味な努力の元に、少しずつの蓄積が行われ続けることであろう。

## 動物の場合
両生類以上の脊椎動物は、ほとんどのものでは生活史が大まかには分かっている。これは、鳥類、哺乳類では親子が一緒に暮らしているものが多く、また、巣立った後は生涯の生活がさほど変わらないからである。また、両生類は、親と子では生活の場が異なるが、それほど遠距離を移動しない。もっとも、比較的身近の動物であっても、さまざまな行動学的内容については現在も新発見が続いている。
魚類と無脊椎動物に関しては、生活史が未知であるものはかなり多い。これらの動物では、幼生が変態して成体になるものも多く、その場合には、その姿も異なり、生活の様子も全く異なる例がある。飼育などによって成長を追跡することも、分類群にもよるが容易ではない場合も多く、多くの努力を要する。また、幼生や成体が別個に発見されても、それらを結び付けるのは容易ではない。海産無脊椎動物では、幼生がプランクトンとして生活するものが多く、プランクトンネットによる採集で幼生が採集されたとしても、その成体を知るのは困難である。同様に、ヒドロ虫類のクラゲとポリプの関係なども、結びつけるのが困難な対象である。
そういった中でもっとも有名なのはウナギの場合であろう。幼生の姿は古くから知られており、実用的価値も高いので、多くの努力が払われているが、未だに完全に解明されたとは言い難い。
幼生の方が先に知られる例も多い。陸水におけるカゲロウやカワゲラ、トビケラなどは、その幼虫が川の指標生物としてよく研究されてはいるが、成虫との対応がとれず種名が確定しない例も多い。
昆虫は、その中では比較的よく研究されているが、分類群による差が大きく、チョウ目のチョウ類ではほぼすべての種についておおまかに解明されているが、ガ類ではまだまだである。チョウ類でも、たとえばアサギマダラの長距離移動は、20世紀末に発見された最新知見であり、そのような新発見はこの後もあり得るであろう。それ以外の類でも基本的な部分すら分かっていないものが結構多い。どの程度解明されているかは、研究者の数などにも影響を受ける。
クモ類などをはじめ、おおよその生活史については知られていると考えられているものでも、実際には多くの分類群において「どうせ親と同じようなものだろう」という先入観からわかっているつもりになっていることも多いかも知れない。たとえばトリノフンダマシの成虫が実は網を張ることがわかったのは1950年代だが、その幼虫が網を張らずに虫を捕るらしいとの発見は1980年代のものである。またゴミムシ類などでも、「成虫はその辺りをうろうろして虫を食べているだけ、幼虫もその辺りをうろうろしてる」との先入観から、特に範囲を定めず手当たり次第に虫など動物質の餌を捕食している、という印象をもたれてきた。ところが現在では、実際にはごく限定的な獲物のみを特殊な方法で狙うものが相当数いることが知られつつある。このような意味では、今後の発見によって、その分類群や、場合によっては自然の仕組み自体に対する見方が大きく変わる例が出てくる可能性も大きい。

## 植物の場合
生活史は、主として動物に対してつかわれる言葉であったが、植物に対しても使われる。どのように発芽し、どのように成長し、どのように繁殖してどれだけの種子を残すか、といった部分を考えれば、動物に対してと同じように考えることができる。草本であれば、一年生か多年生か、いつ発芽し、どのように葉を広げ、いつ、どのような花を咲かせ、どのような果実・種子を、どれだけ作るか、匍匐枝やムカゴでの増殖をするか、どのように越冬するかなどといった点が問題になる。

## 世代をまたがって考える場合
一般に生活史と言えば、ある生物の生まれてから死ぬまでのあり方をさすが、複数世代をまたいで考えなければならない場合もある。
たとえば社会性昆虫であるスズメバチの場合、女王バチは秋に生まれて冬を越し、春から営巣して働きバチを育て、やがて大きな集団となる。秋にはそれらはすべて死滅し、雄バチと翌年の女王バチだけが残る。このように集団での寿命を認められるような生物の場合には、その集団を単位として生活史を見る必要がある。同様のことは、群体を形成する生物にも当てはまる。
あるいはアブラムシは、春から夏にかけて、雌が単為生殖で雌を生むことで、何世代も繰り返して数を増やし、秋になると雄が出現し、交尾をして卵を生むというように、個々の世代は短く、年間に何世代もを繰り返しながら、季節によって異なった活動を行う。このような場合、1年間のこの生物の生活を世代をまたいでまとめて考えた方が分かりやすい。同様のことは、相変異や世代交代を行う生物の場合にもあり得る。
より広く考えれば、年間に複数世代を重ねる生物は、越冬をどのように行うかなどの問題を考えた場合、複数世代での生活史を考えなければならない。

## より一般的な性質へ
これまで述べたような、生活史の言わば質的な特徴だけでなく、例えば何個の卵を産むか、その量の個体重量に対する比率はどうかといった、量的な問題は、当初はさほど問題にされなかった。これは、それを解釈する理論がなかったためでもある。現在では、生態学の理論的発展によって、繁殖戦略や生活史戦略といった名の元に、量的特徴をも含めた生活史のさまざまな面への探求が行われるようになっている。